# Erica nana
Erica nana är en ljungväxtart som beskrevs av Richard Anthony Salisbury. Erica nana ingår i släktet klockljungssläktet, och familjen ljungväxter. Inga underarter finns listade i Catalogue of Life.

## Bildgalleri

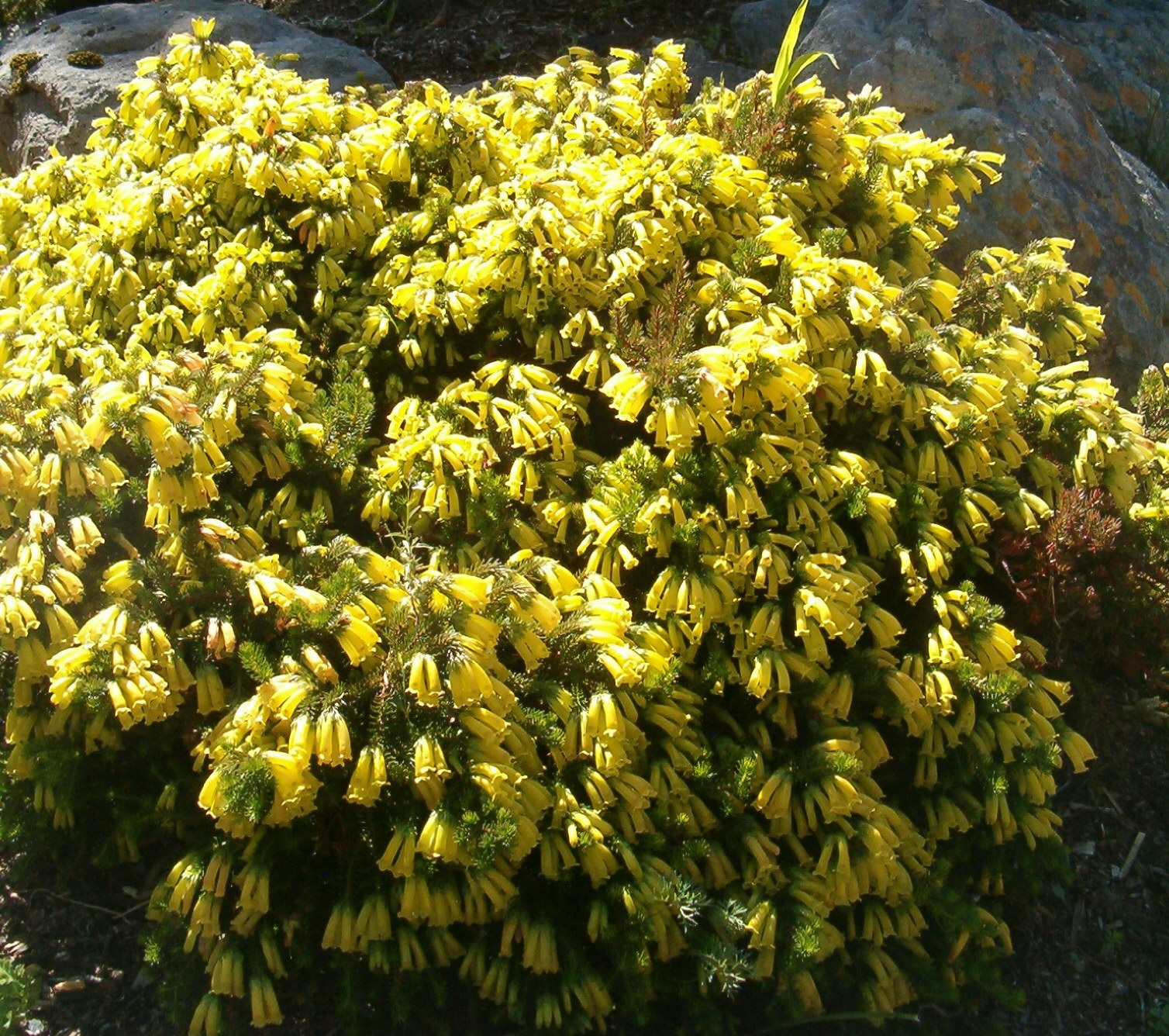
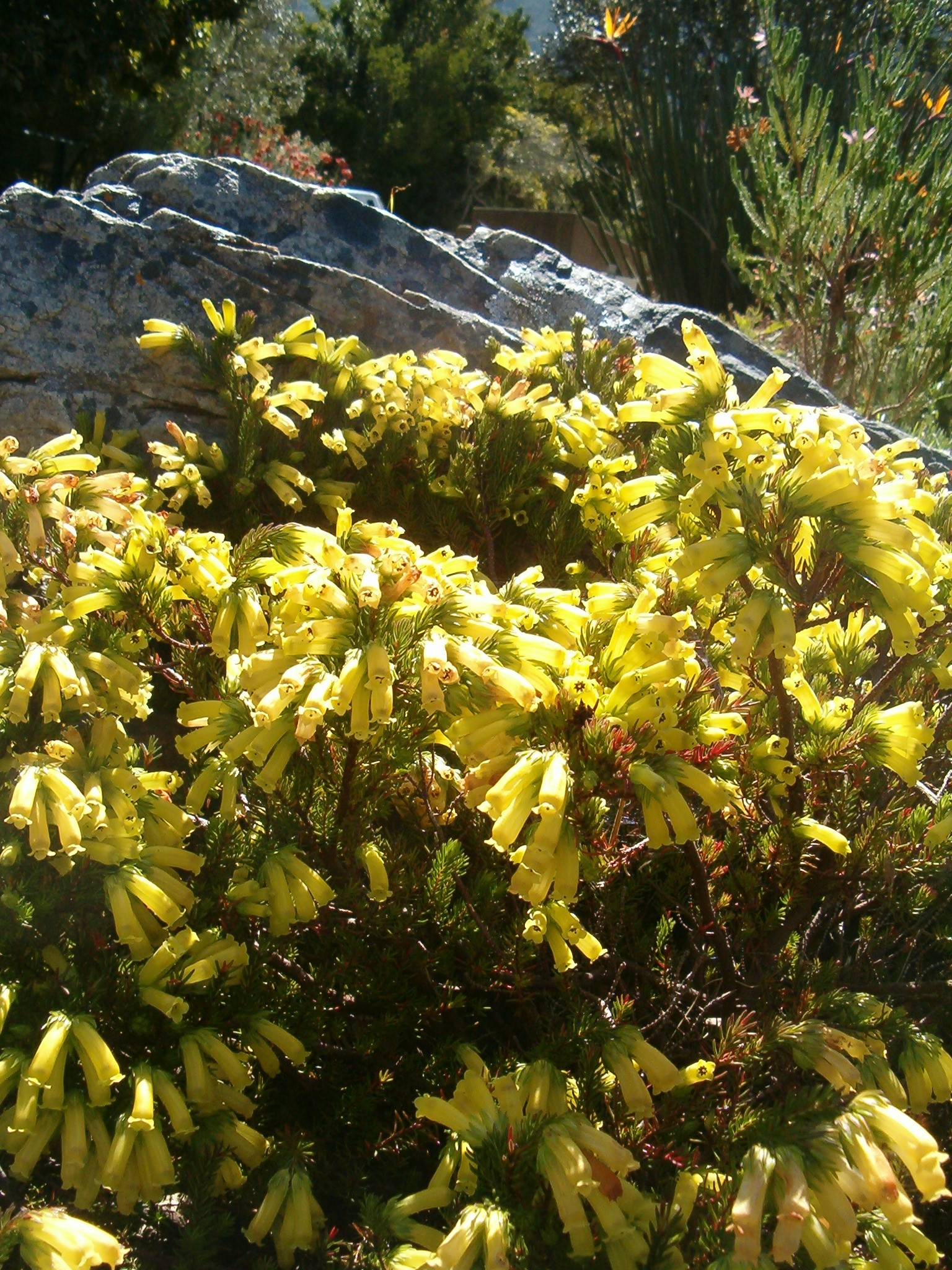
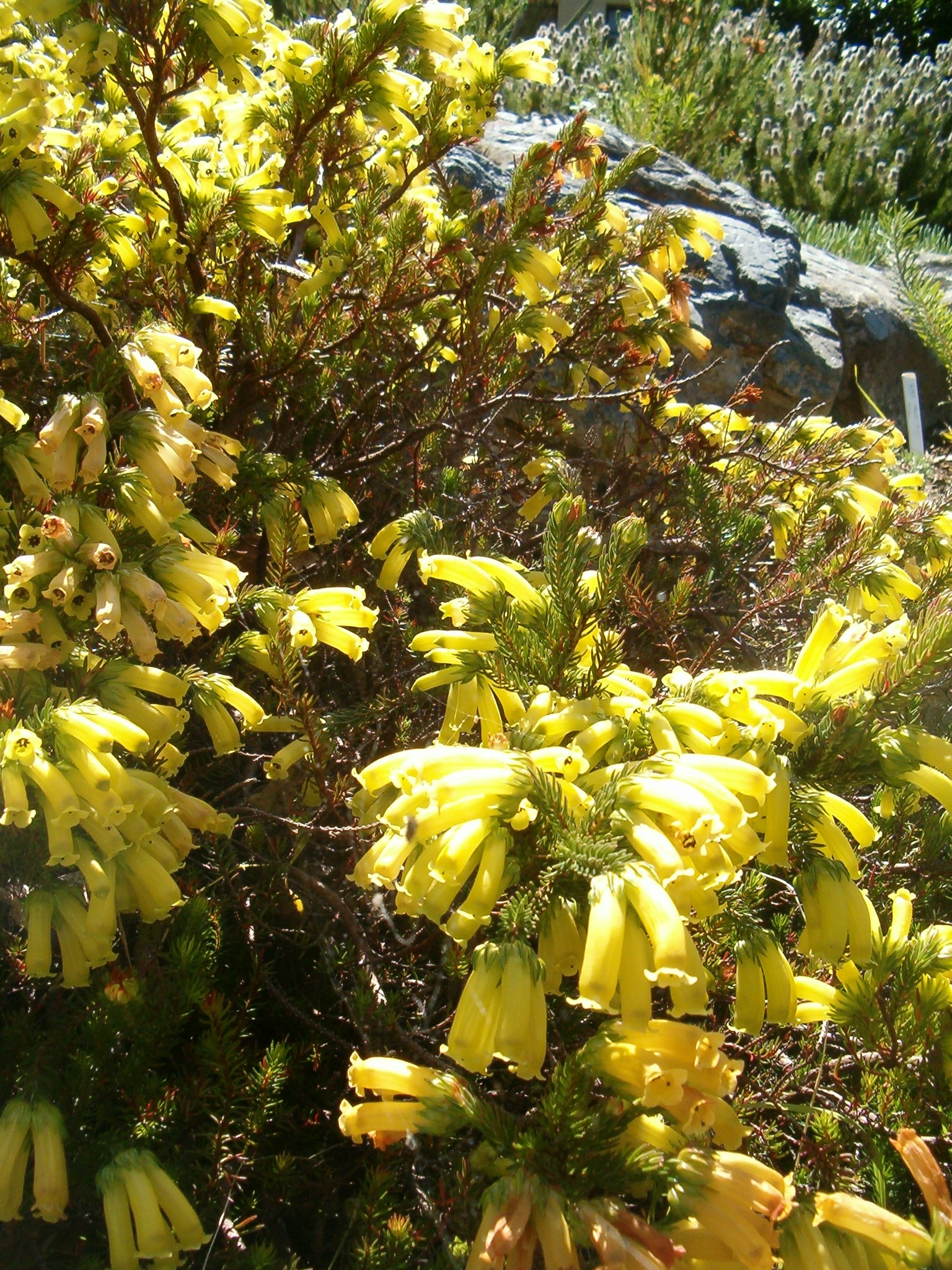
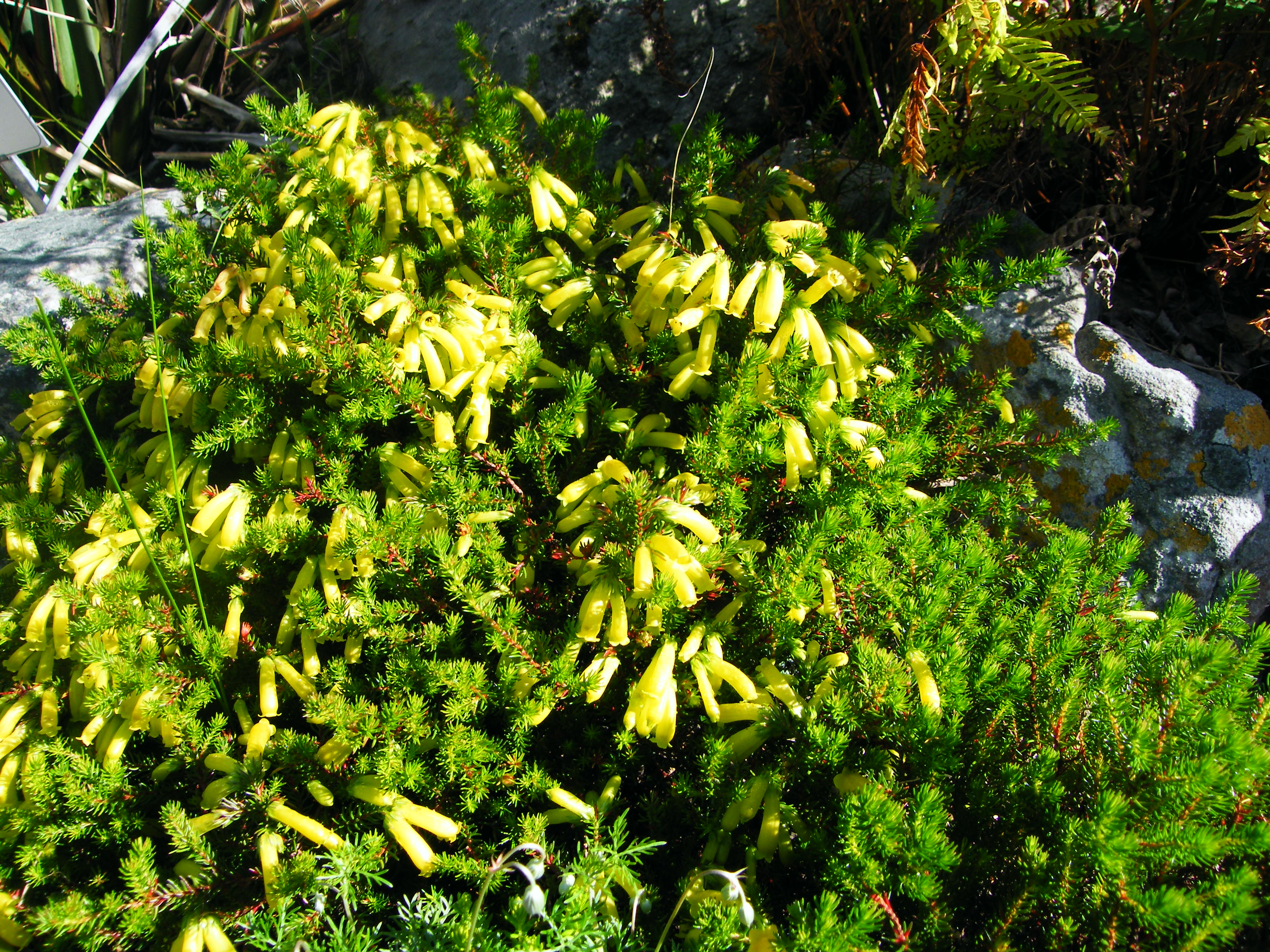
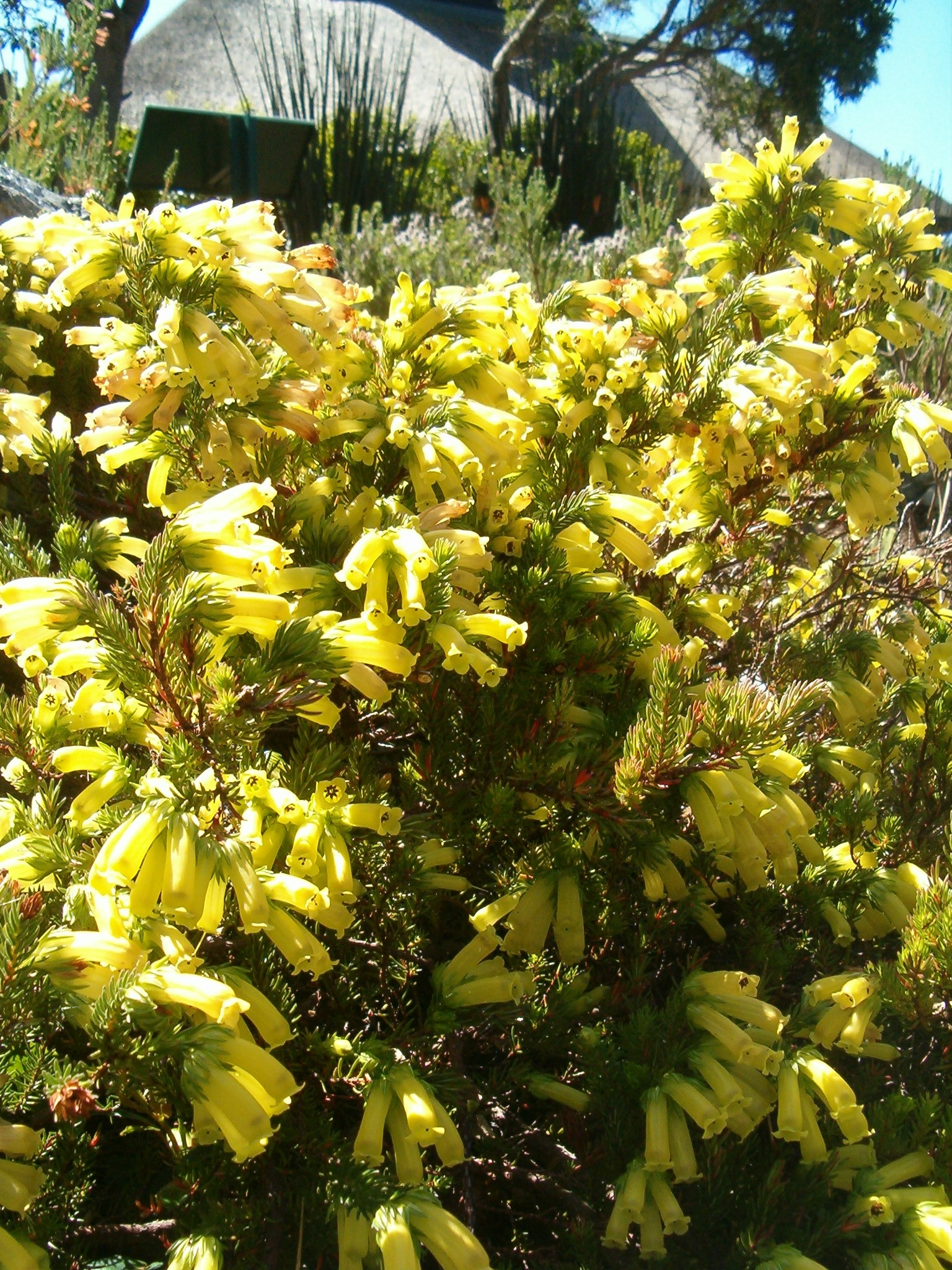
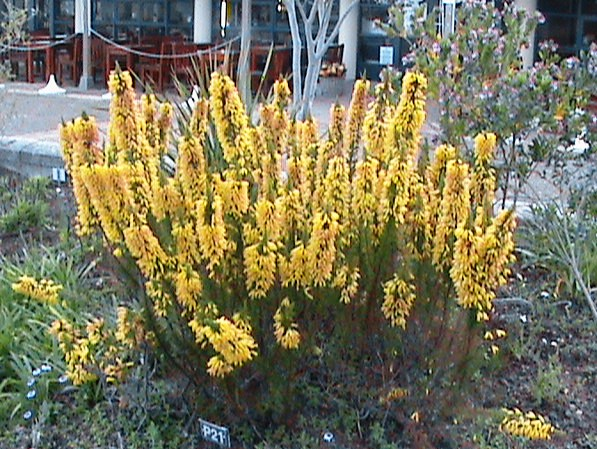